# Paté

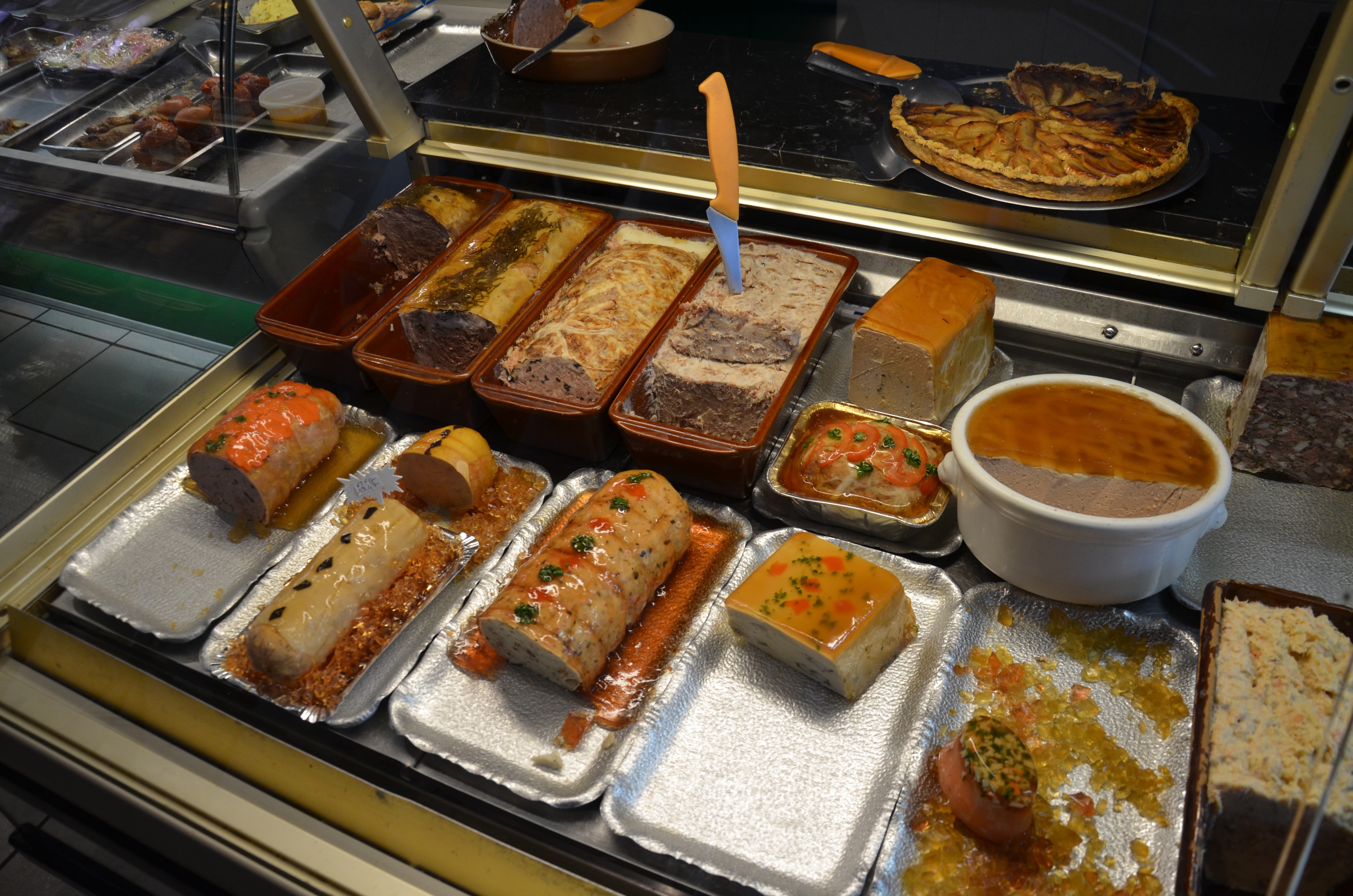
Patés presentados en una charcutería.

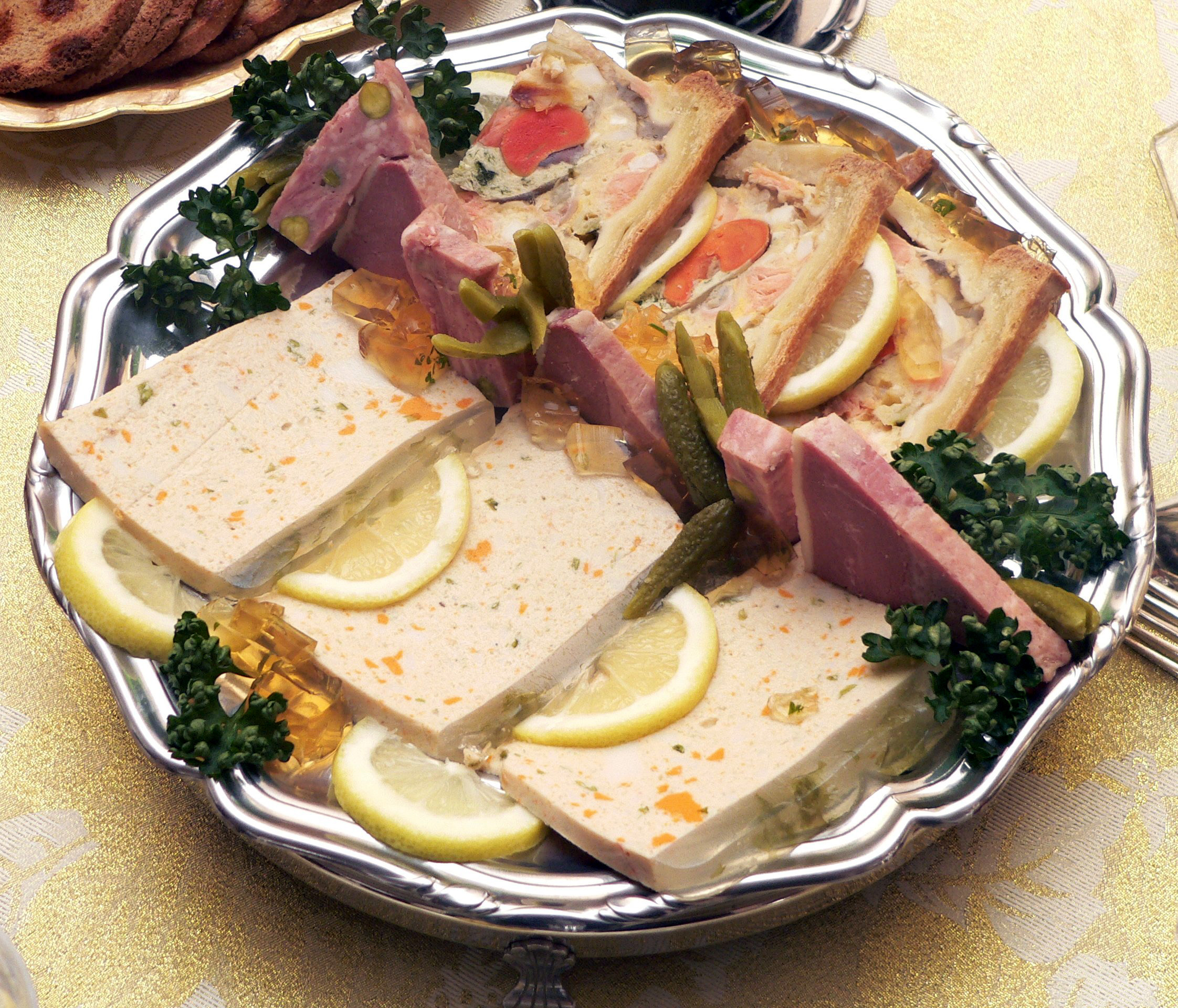
Diversos patés y terrinas.

Se llama paté (del francés pâté) a una pasta untable elaborada habitualmente a partir de carne picada o hígado y grasa, siendo frecuente la adición de verduras, hierbas, especias y vino. También existen versiones vegetarianas.

## Variantes regionales

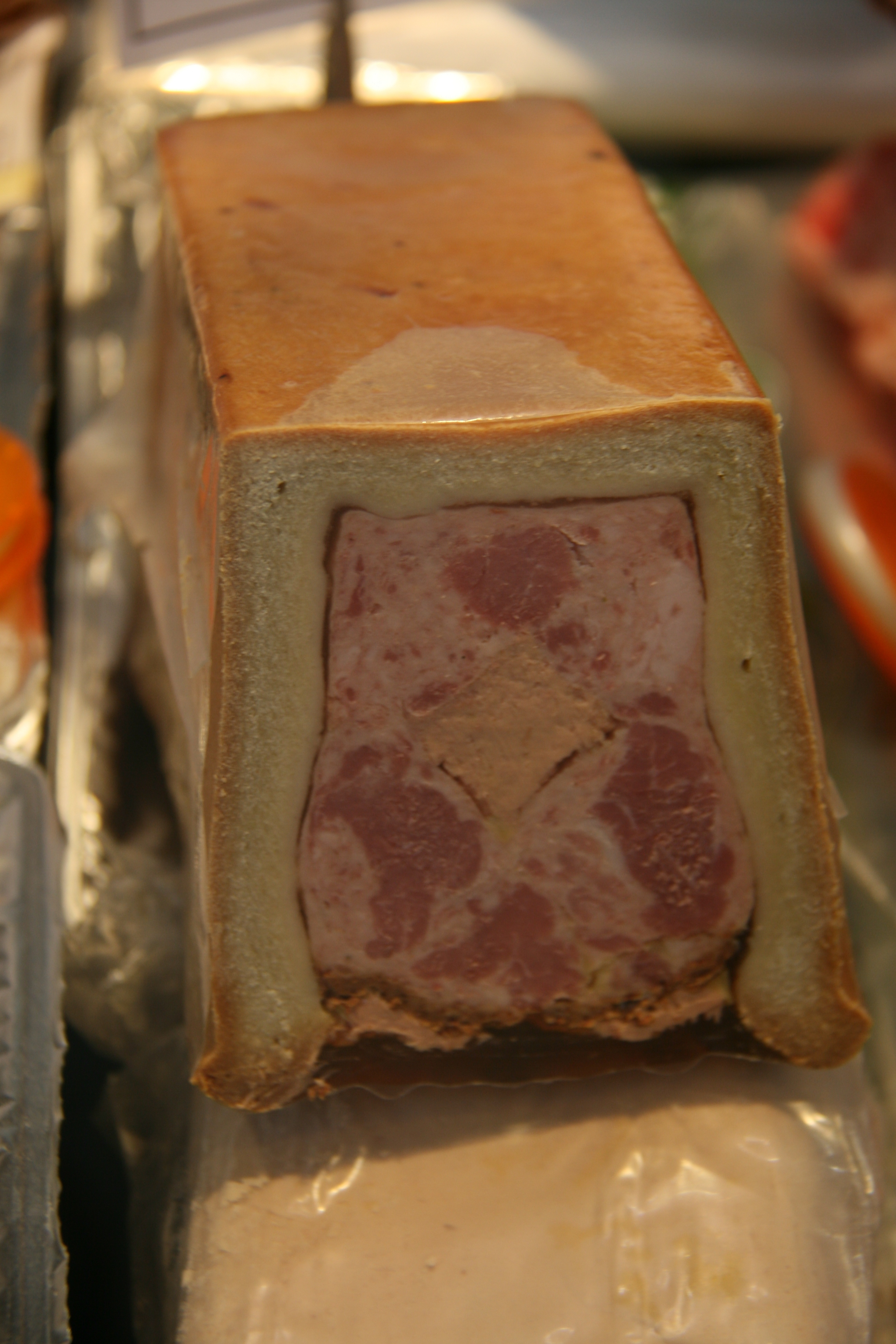
Pâté en croûte.

En la gastronomía francesa y belga el paté suele cocerse en una terrina (u otro molde), denominándose entonces pâté en terrine. Tradicionalmente, una farsa cocida y servida en esta última se llama también terrina. Puede cocinarse envuelto en una costra hecha de masa o de pan, como un pastel, en cuyo caso se denomina pâté en croûte. Los patés se hacen con ingredientes picados o en pequeños trozos, pero se suelen consumir en rodajas y pocos son untables. Existen patés de todo tipo de carnes de vacuno, aves, conejo y caza, así como de pescado y de hortalizas. El foie gras es simplemente un hígado graso de ganso cebado, cocido y cortado, por lo que técnicamente no es un paté. Tampoco lo es el bloc de foie gras (‘bloque de fuagrás’).
En los Países Bajos, Finlandia, Alemania, Hungría, Suecia y Austria, algunos patés de hígado suelen elaborarse con forma de salchicha tierna y a menudo untable llamada leverworst (neerlandés), májpástétom/májkrém (húngaro) o leberwurst (alemán). Una variante es la braunschweiger. Algunos de estos productos terminan teniendo una textura de carne que es difícil de untar, y a menudo se consumen en trozos o redondelas, o como relleno de emparedados. Estas variantes se han convertido en un producto significativo en la Europa del Este, que se exporta bien. En otros lugares se prefieren las variantes untables.
En Escandinavia el leverpostej es una popular variante del pâté en terrine francés, habitualmente elaborada con manteca e hígado de cerdo.
En Rusia y Ucrania el plato suele prepararse principalmente con hígado de ternera, ganso o pollo, si bien se usan asimismo otras carnes. A diferencia del método occidental, se prepara cocinando primero el hígado (cocido o frito) y trabajándolo con mantequilla o grasa, condimentando con cebolla fresca o frita, zanahoria, especias y hierbas. Puede cocinarse de nuevo (normalmente al horno), pero lo más frecuente es consumirlo sin más preparación. El paté se sirve sobre pan, a menudo con eneldo u otras hierbas frescas.
En la antigua Yugoslavia la pašteta (paté muy fino) es un untable muy popular para el pan, habitualmente elaborado con pollo o, menos frecuentemente, con atún o salmón.
En Vietnam el paté suele tomarse en bánh mì.
El paté de este tipo suele hacerse con hígado.

## Patés vegetarianos
Los patés vegetarianos elaborados a partir de tofu, champiñones, hortalizas, frutos secos o diversas legumbres son populares. Estos patés no siempre requieren cocción y pueden elaborarse fácilmente con un robot de cocina.